# Vahto
Vahto este o fostă comună din Finlanda.